# Melina Mercouri
Melina Mercouri (Atena, 18. listopada 1920. - New York, 6. ožujka 1994.), grčka glumica i političarka 
Debitirala u O'Neillovoj drami "Elektri pristaje crnina". Za diktature u Grčkoj boravila je u Europi i SAD-u te se zauzimala za obaranje diktature. Nakon pada hunte vratila se u Grčku te ušla u socijalistički pokret PASOK. Godine 1977. postala je zastupnik Pirejskog okruga, a 1981. ministrica kulture.

## Filmovi
- "Fedra",
- "Nikad nedjeljom",
- "Osuđenica",
- "Topkapi".

## Zanimljivosti
Osim glume i politike kojom se je uspješno bavila, imala je i pjevačku karijeru, a pjesma koju je pjevala u filmu "Nikad nedjeljom" bila je i međunarodni hit.